# Velké kočky
Velké kočky (Pantherinae) vytvářejí podčeleď kočkovitých šelem. Ta zahrnuje dva rody koček: Panthera a Neofelis. Především rod Panthera, kam patří lev, tygr, levhart, jaguár a irbis, je široce známý.
Velké kočky nalezneme v Asii, Africe i v Americe (dříve žily i v Evropě); obývají savany, pralesy i horské štíty Himálaje. Oblast jejich největšího výskytu je často také místem s vysokou hustotou lidského osídlení. Velké kočky jsou pronásledovány kvůli ochraně dobytka i samotných lidí žijících v oblasti - někteří jedinci lvů, tygrů a levhartů se za určitých okolností mohou stát lidožrouty. Většinou jsou ale plaché a lidem se vyhýbají.
Velké kočky mají jen zčásti zkostnatělou jazylku, což jim umožňuje řvát. Je to hlavní rozlišovací znak od malých koček. Dále mají rozdílnou stavbu čenichu a obecně větší velikost (nicméně nejde o jednoznačné rozlišovací pravidlo a například malá kočka puma bývá podstatně větší než levhart obláčkový či Diardův a mnohdy i než irbis). Všechny velké kočky, kromě dospělého lva, mají srst s kresbou – nejčastěji skvrnami nebo rozetami, v případě tygra s pruhy. Atraktivní zbarvení srsti je příčinou dalšího problému – velké kočky jsou (většinou ilegálně) loveny kvůli kožešině. Jejich majestátní vzhled a síla je učinila symbolem v mnoha kulturách a části jejich těl jsou považovány za talismany nebo mají mít léčivou či jinou moc. Toto je problém hlavně v případě tygra, jehož kosti jsou ceněnou surovinou v tradiční čínské medicíně.
Tygr a irbis jsou zapsáni na Červeném seznamu jako druhy ohrožené vyhynutím, lev, levhart skvrnitý, levhart obláčkový a levhart Diardův jsou pak klasifikovány jako druhy zranitelné. Relativně nejhojnějším druhem je jaguár americký, který je hodnocen jako téměř ohrožený. Početní stavy všech velkých koček klesají.

## Druhy
- Rod Neofelis
  - levhart obláčkový (Neofelis nebulosa) v lesích jižní, východní a jihovýchodní Asie
  - levhart Diardův (Neofelis diardi) v lesích tropické Asie (ostrovy Sumatra a Borneo)
- Rod Panthera
  - lev (Panthera leo) v Africe a Asii
  - levhart skvrnitý (Panthera pardus) v Africe a Asii
  - irbis horský (Panthera uncia) v Asii
  - tygr (Panthera tigris) v Asii
  - jaguár americký (Panthera onca) ve Střední a Jižní Americe

Do velkých koček byla dříve řazena také kočka mramorovaná (Pardofelis marmorata), to se ale ukázalo neoprávněné, kočka mramorovaná patří k ostatním kočkám do podčeledi malé kočky (Felinae).